# Generation X (zespół muzyczny)
Generation X (lub Gen X) – brytyjski zespół punkrockowy z Londynu działający w latach 1976–1981, stanowiący początkowy etap kariery Billy'ego Idola – wokalisty, który w latach 80. osiągnął duży sukces komercyjny występując solowo. Generation X był również pierwszą punkrockową grupą, która wystąpiła w programie Top of the Pops realizowanym przez telewizję BBC. Jej nazwa wywodzi się od książki „Generation X” z 1965, autorstwa brytyjskich dziennikarzy: Jane Deverson i Charlesa Hambletta, traktującej o subkulturze modsów. 

## Historia
Zespół został utworzony w listopadzie 1976 przez byłych członków grupy Chelsea: wokalistę (w Chelsea był gitarzystą) Williama Broada (który przyjął pseudonim Billy Idol), basistę Tony'ego Jamesa oraz perkusistę Johna Towe'a. Skład uzupełnił gitarzysta Bob „Derwood” Andrews wywodzący się z grupy Paradox. Muzycy zagrali swój pierwszy koncert 14 grudnia w londyńskim klubie „The Roxy”.
We wrześniu 1977 ukazał się debiutancki singel „Your Generation”, który grupa zaprezentowała na żywo w programie Marc prowadzonym przez Marca Bolana w brytyjskiej Granada Television. „Your Generation” zostało nagrane z perkusistą Markiem Laffem (wywodzącym się z Subway Sect), który zastąpił Johna Towe'a. Tak uformowany skład nagrał jeszcze dwa albumy: debiutancki Generation X oraz Valley of the Dolls odwołujące się zawartością do tradycji brytyjskiego rocka lat 60. (na Valley of the Dolls pojawił się cover Johna Lennona „Gimme Some Truth”). 
Podczas nagrywania trzeciej płyty w 1979 w zespole pojawiły się tarcia pomiędzy muzykami na tle różnic muzycznych, skutkiem czego album po nagraniu nie został wydany – ukazał się dopiero w 1998 opatrzony tytułem Sweet Revenge oraz jako część kompilacji Anthology z 2003. 
W 1980 Andrews i Laff opuścili zespół, a na ich miejsce przyszli James Stevenson (z Chelsea) oraz Terry Chimes (wcześniej w The Clash). Grupa przystąpiła do prac nad kolejnym albumem – m.in. powtórzono nagrania kilku utworów przeznaczonych pierwotnie na Sweet Revenge. Płyta opatrzona tytułem Kiss Me Deadly ukazała się w 1981 pod skróconą nazwą zespołu Gen X. 
Po rozwiązaniu zespołu w 1981 Idol udał się do Nowego Jorku, gdzie kontynuował solową karierę jako gwiazda muzyki pop. Tony James utworzył Sigue Sigue Sputnik, a kilka lat później udzielał się w grupie Sisters of Mercy. Stevenson dołączył do Gene Loves Jezebel, natomiast Chimes powrócił do The Clash na miejsce wyrzuconego Toppera Headona.

## Muzycy
- Billy Idol – wokal (1976-1981)
- Bob „Derwood” Andrews – gitara (1976-1980)
- Tony James – gitara basowa (1976-1981)
- John Towe – perkusja (1976-1977)
- Mark Laff – perkusja (1977-1980)
- James Stevenson – gitara (1980-1981)
- Terry Chimes – perkusja (1980-1981)

## Dyskografia

### Albumy studyjne
- Generation X (1978)
- Valley of the Dolls (1979)
- Kiss Me Deadly (1981) – album sygnowany nazwą Gen X
- Sweet Revenge (1998) – album nagrany w 1979

### Albumy koncertowe
- Live at the Paris Theatre '78 & '81 (2002)
- Live at Sheffield (2003)
- Live (2005)

### Albumy kompilacyjne
- The Best of Generation X (1985)
- Perfect Hits 1975–81 (1991)
- Radio 1 Sessions (2002)
- Anthology (2003)

### Single
- „Your Generation” / „Day by Day” (1977)
- „Wild Youth” / „Wild Dub” (1977)
- „Ready Steady Go” / „No No No” (1978)
- „King Rocker” / „Gimme Some Truth” (1978)
- „Valley of the Dolls” / „Shakin' All Over” (1979)
- „Friday's Angels” / „Trying for Kicks” / „This Heat” (1979)
- „Dancing with Myself” / „Ugly Rash” (1980) – singel sygnowany nazwą Gen X